# Organisation Todt
Pour les articles homonymes, voir Todt.

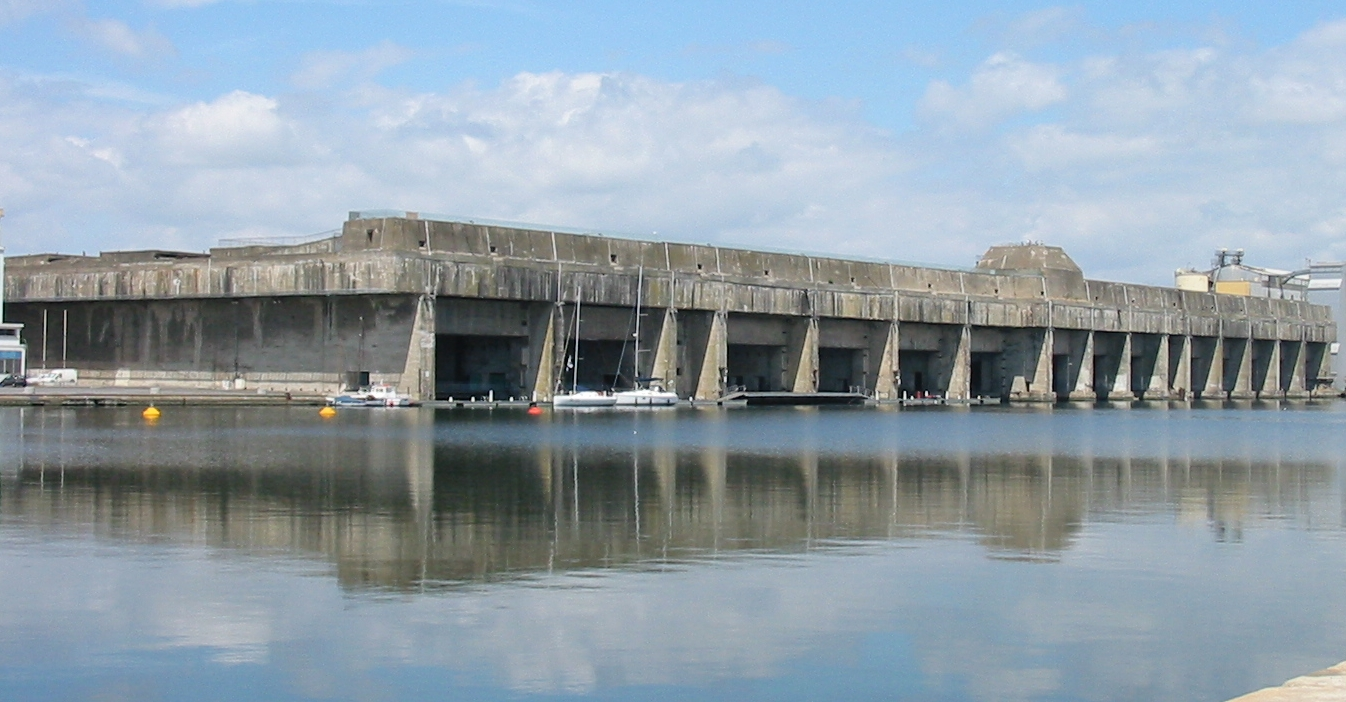
Un exemple des travaux de l'Organisation Todt : la base sous-marine de Saint-Nazaire.

L’Organisation Todt (OT en abrégé) était un groupe de génie civil et militaire du Troisième Reich. Elle portait le nom de celui qui a été son fondateur et son dirigeant jusqu'en 1942, Fritz Todt, un ingénieur et une figure importante du nazisme, en tant que mandataire général pour la régulation de l'industrie du bâtiment (Generalbevollmächtigter für die Regelung der Bauwirtschaft). L'Organisation a été chargée de la réalisation d'un grand nombre de projets de construction, dans les domaines civil et militaire, tant en Allemagne, durant la période qui a précédé la Seconde Guerre mondiale et pendant celle-ci, que dans les pays d'Europe sous domination nazie, de la France à la Russie. Presque toutes les grandes opérations de génie civil durant la guerre ont été réalisées par l’Organisation, dont des usines d'armement, des bases de sous-marins et des lignes de fortifications, comme le mur de l'Atlantique ou la ligne Gustave.
Au cours de la guerre, l'OT n'a compté qu'un petit nombre de cadres, conseillers techniques et architectes, mais a employé un nombre considérable de travailleurs étrangers (1 400 000 en 1944), essentiellement par le travail forcé, ou dans le cadre du STO géré par Fritz Sauckel.

## Histoire

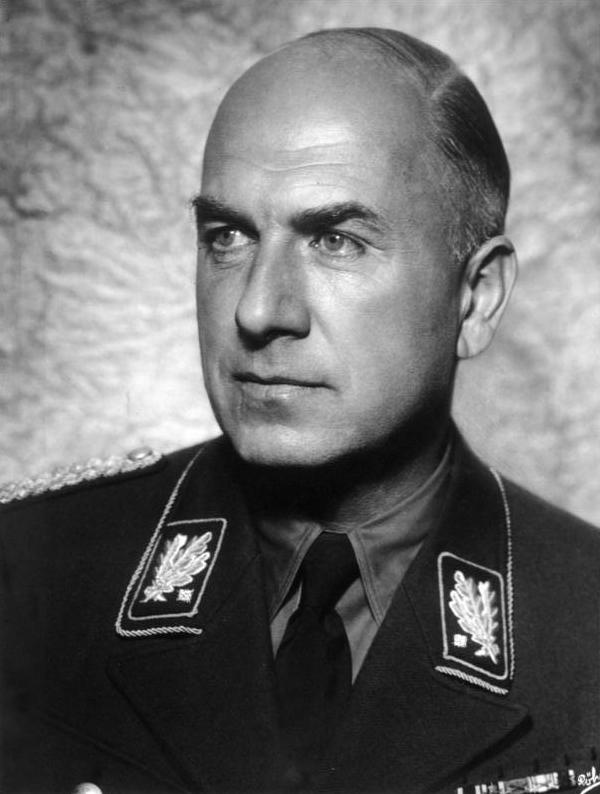
Fritz Todt en mars 1940.

L'histoire de l'Organisation est divisée en trois grandes périodes :
1. De 1933 à 1938 :
  - au cours de ces années, le rôle joué par Fritz Todt découle essentiellement de sa fonction d'« inspecteur général des routes allemandes » (Generalinspektor für das deutsche Straßenwesen) ; sa tâche principale consiste en la construction du réseau des autoroutes allemandes, pour laquelle il est fait appel au travail obligatoire par le biais du Service du travail du Reich ;
2. de 1938 à février 1942 :
  - cette période débute avec la création officielle de l'« Organisation Todt » proprement dite et se termine avec la mort de son fondateur dans un accident d'avion, le 8 février 1942 ; les projets de l'Organisation deviennent presque exclusivement d'ordre militaire et, en 1940, Todt est nommé « ministre de l'Armement et des Munitions » (Reichminister für Bewaffnung und Munition) ;
3. de février 1942 à mai 1945 :
  - Albert Speer succède à Fritz Todt et l'Organisation Todt est rattachée au ministère de l'Armement et des Munitions, qui devient le « ministère de l'Armement et de la Production de guerre » (Reichsministerium für Rüstung und Kriegsproduktion) en juin 1943.

### De 1933 à 1938: le projetAutobahn
Le projet Autobahn trouve son origine dans un consortium privé fondé en 1926, sous la république de Weimar, la HaFraBa (axe Hambourg-Francfort-Bâle), dont l'objet social est de préparer la construction d'une autoroute reliant les villes de la Hanse à Bâle, en passant par Francfort. Le décret de Hitler lançant le projet Reichsautobahnen, soit un réseau complet d'autoroutes, donne une nouvelle dimension à l'entreprise. Sa réalisation est confiée par le Führer à Fritz Todt, nommé inspecteur général des routes allemandes.
En 1934, Todt est parvenu à un poste équivalent à celui de chef de cabinet. Administrateur compétent, il peut se targuer, en 1938, d'avoir achevé la construction de plus de 3 000 kilomètres d'autoroutes, qui font du projet Autobahn l'une des vitrines du régime nazi. Durant cette période, Todt crée le cœur de l'organisation qui va porter son nom. L'expansion du conglomérat contrôlé par Todt, la rapidité de celle-ci, ainsi que la prééminence grandissante de son chef, sont un cas d'école sur la manière dont un leader politique, compétent et déterminé, peut accroître son pouvoir personnel et son influence dans le contexte — flou et peu soucieux de légalisme — de la polycratie instituée par Adolf Hitler.
À l'origine, le projet Autobahn s'appuie sur le marché du travail comme source de main-d'œuvre : l'Allemagne tente de se remettre de la Grande Dépression et « les bras » ne manquent pas. Lors de la reprise de l'économie, qui s'accompagne d'une raréfaction des forces de travail disponibles, Todt est autorisé, en 1935, à utiliser le travail obligatoire, par le biais du Service du travail du Reich (Reichsarbeitsdienst) ; selon les termes de la loi du 26 juin 1935, tous les hommes allemands âgés de 18 à 25 ans se voient imposer six mois de travail au service de l'État. Ce service du travail est rémunéré, à un montant légèrement supérieur à celui des allocations de chômage.

### De 1938 à février 1942: l'Organisation Todt

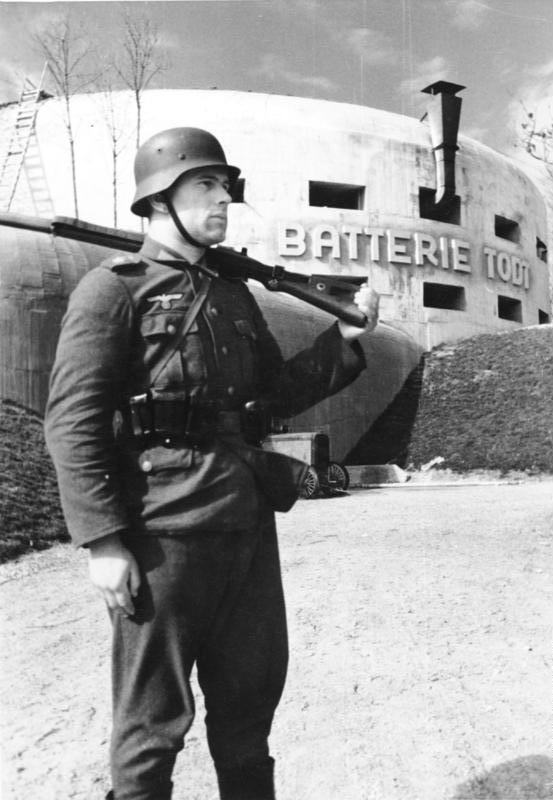
Un soldat allemand devant la batterie Todt, une batterie côtière au cap Gris-Nez. Elle a été rebaptisée du nom de Todt quelques jours après sa mort.

En 1938, Fritz Todt fonde l'Organisation Todt comme un consortium regroupant les bureaux administratifs qu'il a créés tout au long du projet Autobahn, les compagnies privées sous-traitantes (source de la majeure partie de l'expérience en ingénierie de l'Organisation) et il s'appuie sur le Service du travail du Reich comme source de main-d'œuvre. Il est nommé par Hitler : « chef du Bureau central pour la technique » à la direction du parti nazi (Leiter des Hauptamts für Technik in der Reichsleitung der NSDAP) et « mandataire général pour le règlement de l'Économie du bâtiment » (Generalbevollmächtigter für die Regelung der Bauwirtschaft). Il se voit de la sorte accorder de très grands pouvoirs, et n'a ainsi pas à rendre de comptes aux ministres du Reich, ce contre l'avis de Hermann Göring.
L'investissement dans les projets civils est considérablement réduit : entre 1939 et 1943, contrairement à la période 1933-1938, moins de 1 000 km d'autoroutes sont construits ; tous les efforts se concentrent sur les projets militaires, le plus important d'entre eux étant la ligne Siegfried, construite face à la ligne Maginot et avec un objet identique.

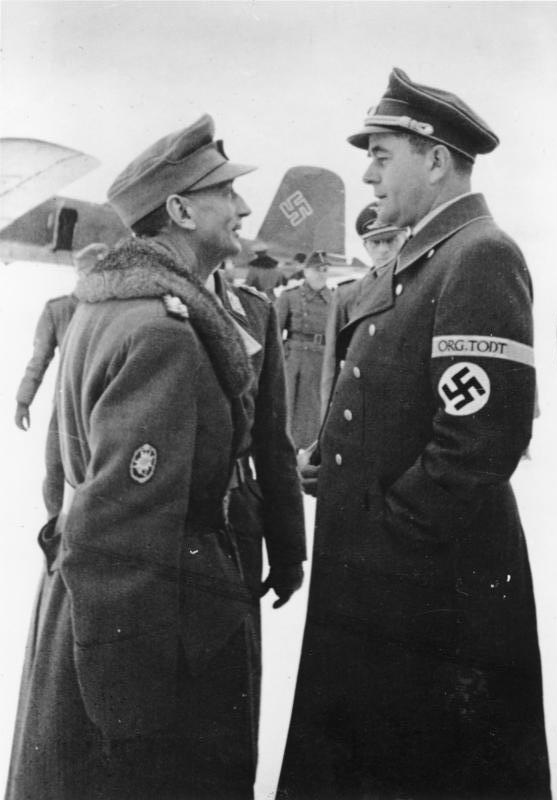
Le général Eduard Dietl et Albert Speer, aéroport de Rovaniemi, Finlande, février 1944.

C'est dans ce cadre que Todt est nommé ministre de l'Armement et des Munitions (Reichminister für Bewaffnung und Munition) en 1940. En 1941, Todt et son Organisation sont chargés d'un projet encore plus vaste : la construction du mur de l'Atlantique, une ligne de fortifications qui doit protéger les côtes de la France occupée, de la Belgique, des Pays-Bas, du Danemark et de la Norvège. À ce projet vient s'ajouter la fortification des îles Anglo-Normandes, occupées par les armées allemandes depuis le 30 juin 1940,.
L'explosion de la demande de main-d'œuvre causée par les différents projets militaires et paramilitaires confiés à l'Organisation va mener à une série d'élargissements du champ des lois sur le travail obligatoire, obligeant ainsi tous les Allemands à accomplir une durée de travail obligatoire au service de l'État déterminée arbitrairement (et dans les faits illimitée) : le Zwangsarbeit. De 1938 à 1940, plus de 1 750 000 Allemands sont enrôlés au sein du Service du travail du Reich. De 1940 à 1942, l'Organisation Todt a commencé à intégrer des Fremdarbeiter (des travailleurs étrangers), des Militärinternierte (des prisonniers militaires italiens), des Zivilarbeiter (des travailleurs civils contractuels), des Ostarbeiter (des travailleurs forcés de l'Est) et des Hilfswillige (des « volontaires » parmi les prisonniers de guerre).
L'Organisation Todt et le Service de travail du Reich sont tous deux organisés de manière paramilitaire, aussi bien en termes de hiérarchie que d'apparence, avec des uniformes et différents insignes de grade : chevrons, épaulettes, etc.
Fritz Todt meurt dans un accident aérien le 8 février 1942, peu après une rencontre avec Hitler dans son Quartier général de Prusse-Orientale (construit un an plus tôt par l’Organisation). Todt avait acquis la conviction que l'Allemagne ne pouvait plus gagner la guerre, et se considérait comme étant assez indispensable au Reich pour pouvoir faire part de ses doutes à Hitler. Il en est résulté certaines questions sur sa mort, notamment si elle n'était pas un assassinat dissimulé, mais rien n’a jamais pu être prouvé. Todt est remplacé par Albert Speer comme ministre chargé de l'Armement et des Munitions, à qui revient également de facto la direction de l'Organisation Todt.

### De février 1942 à mai 1945: sous l'autorité d'Albert Speer
Malgré la mort de son chef, l'Organisation Todt continue à exister comme entreprise d'ingénierie et se voit assigner de nombreuses nouvelles missions. Au début de l'année 1943, en plus de la poursuite de son travail sur le mur de l'Atlantique, elle se voit confier la construction des plateformes de lancement pour les missiles V1 et V2. Durant l'été de la même année, elle reçoit la tâche de construire les bases devant accueillir les canons V3. On lui confie, dans le cadre de l'effort défensif du Troisième Reich, la construction d'installations antiaériennes et la remise en état des bâtiments endommagés par les bombardements des villes allemandes. On lui assigne en outre la tâche de construire des raffineries souterraines et des usines d'armement : il s'agit du projet Riese. Selon le rapport confidentiel Handbook of the Organisation Todt publié en mars 1945 par le service de renseignement militaire Military Intelligence Research Section émanant du SOE, l'Organisation Todt avait de grandes ambitions : si le Troisième Reich avait été victorieux, elle avait prévu « d'étendre le réseau d'autoroutes pour aller de la Finlande à la Norvège, de Berlin à Bagdad, de percer un canal à travers l'Aquitaine à la manière du canal de Suez, de faire communiquer Bordeaux et la mer Noire, la Méditerranée et l'Atlantique ». 
Administrativement, à partir de 1943, l'Organisation Todt fait partie intégrante du ministère de l'Armement et des Munitions, dirigé par Albert Speer, ministère qui est rebaptisé « ministère de l'Armement et de la Productions de guerre » à compter du 2 juin 1943. Dans le contexte d'une Allemagne de plus en plus désespérée dans laquelle toute la production subit le manque de matières premières et de main-d'œuvre, ainsi que d’une Allemagne cible des intenses bombardements Alliés, les attributions de Speer s'étendent à pratiquement l'ensemble de l'économie de guerre allemande. Speer parvient néanmoins à augmenter la production de manière significative, bien que cela l'oblige à avoir de plus en plus recours au travail forcé. Cette méthode de recrutement s'applique également à la main-d'œuvre de l'Organisation Todt.
Vers la fin de la guerre, le service de travail obligatoire pour les Allemands s'est transformé en six semaines d'entraînement militaire, et tous les conscrits disponibles sont redirigés vers les unités militaires et les organisations d'assistance militaire. À partir de 1942, la main-d’œuvre allemande utilisée par l'Organisation Todt est peu à peu remplacée par des prisonniers de guerre et des travailleurs forcés provenant des territoires occupés. Les ressortissants étrangers et les prisonniers de guerre sont souvent définis comme étant des « travailleurs étrangers » (Fremdarbeiter). En 1943 et 1944, ils sont rejoints par les travailleurs venant des camps de concentration, ainsi que par d'autres prisonniers. Au début de l'automne 1944, entre 10 000 et 20 000 Mischlinge sont recrutés au sein d'unités spéciales.
À la fin de l'année 1944, environ 1,4 million de travailleurs sont encore employés par l'Organisation[réf. souhaitée] : seulement 1 % d'entre eux sont des Allemands — il s'agit en général d’Allemands refusés au service militaire — et 1,5 % sont des prisonniers des camps de concentration nazis ; le reste est ainsi constitué de salariés d'entreprises collaborant avec les nazis, bénéficiant des mêmes avantages que les ouvriers allemands (salaires alignés, assurance sociale, primes de séparation, primes pour travail en zone dangereuse ou en cas de fortes intempéries…), et recrutés par affiches, annonces dans la presse locale et ouvertures de bureaux d'embauche spécifiques dans les villes. Une bonne partie de la main d'œuvre qui construit les batteries, les bases sous-marines, les fortifications du Mur de l'Atlantique et les rampes de lancement est aussi constituée de prisonniers de guerre et de travailleurs forcés venant des pays occupés. Ainsi, la construction du mur de l'Atlantique donne du travail, volontaire ou forcé, à près de 300 000 ouvriers français et 150 000 travailleurs forcés d'autres pays.

## Unités administratives (Einsatzgruppen)
| Territoires allemands et étrangers - OT-Einsatzgruppe Italien - OT-Einsatzgruppe Ost (Kiev) - OT-Einsatzgruppe Reich (Berlin) - OT-Einsatzgruppe Südost (Belgrade) - OT-Einsatzgruppe West (Paris) - OT-Einsatzgruppe Wiking (Oslo) - OT-Einsatzgruppe Russland Nord (Tallinn) | Allemagne - Deutschland I ("Tannenberg") (Rastenburg) - Deutschland II (Berlin) - Deutschland III ("Hansa") (Essen) - Deutschland IV ("Kyffhäuser") (Weimar) - Deutschland V (Heidelberg) - Deutschland VI (Munich) - Deutschland VII (Prague) - Deutschland VIII ("Alpen") (Villach) |

### Insignes des travailleurs

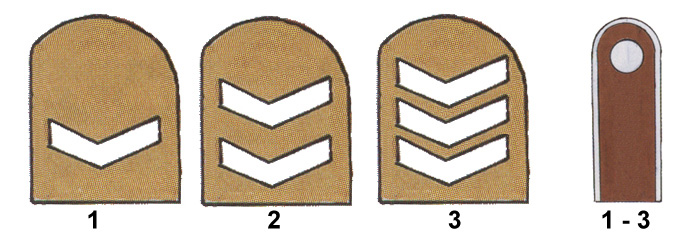
Vorarbeiter (1) Meister (2) Obermeister (3)

### Insignes de col (à partir de 1943)

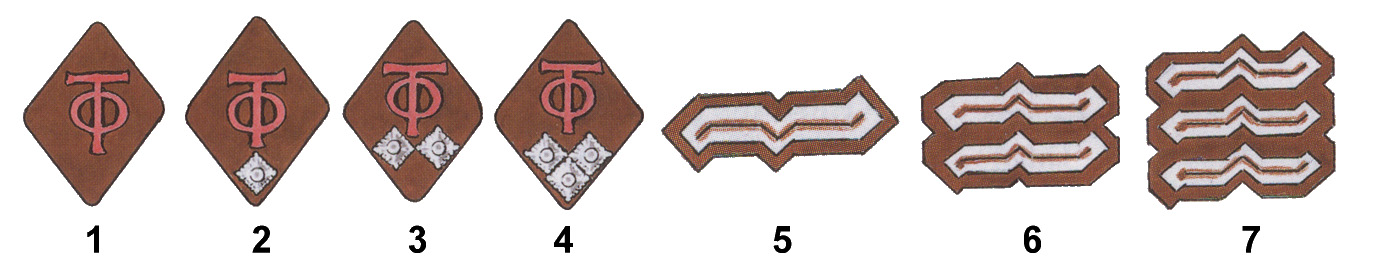
Mannschaften (1) Truppführer (2) Obertruppführer (3) Haupttruppführer (4) Frontführer/Bauführer (5) Oberfrontführer/Oberbauführer (6) Hauptfrontführer/Hauptbauführer (7)

## Insignes et uniformes

### Uniformes
- Photographie monochrome
- Modèle réduit de l'uniforme d'un garde de l'Organisation Todt, tel que porté à l'automne 1942 sur le front russe